# Zelwa (stacja kolejowa na Białorusi)
Zelwa (biał. Зэльва; ros. Зельва) – stacja kolejowa w miejscowości Zelwa, w rejonie zelwieńskim, w obwodzie grodzieńskim, na Białorusi. Położona jest na linii Baranowicze - Wołkowysk.
Stacja powstała w czasach carskich na linii Białystok - Baranowicze, pomiędzy stacjami Wołkowysk a Jeziornica. Jeszcze w okresie międzywojennym nie była położona w samym miasteczku tylko w jego okolicach. Do czasów współczesnych Zelwa rozrosła się w kierunku stacji.